# Präsidentschaftswahl in Kiribati 2007
Die Präsidentschaftswahl 2007 in Kiribati fand am 17. Oktober 2007 statt, anschließend an die am 22. August 2007 und 30. August 2007 durchgeführte Parlamentswahl in Kiribati 2007 zum neunten Maneaba ni Maungatabu.
Während der ersten Parlamentssitzung wurden vier Kandidaten nominiert: Anote Tong, Patrick Tatireta, Timon Aneri und Nabuti Mwemwenikarawa. Die von der Opposition aufgestellten Harry Tong (Anote Tongs Bruder) und Tetaua Taitai wurden auch im zweiten Wahlgang nicht als  Präsidentschaftskandidaten nominiert, woraufhin die Opposition zu einem Boykott der Wahl aufrief.
Infolge des Aufrufs zum Wahlboykott betrug die Wahlbeteiligung nur etwas über 50 % der rund 43.000 registrierten Wähler. Tong gewann über 15.500 Stimmen, Mwemwenikarawa gewann über 8.000 Stimmen, Tatireta und Aneri gewannen jeweils unter 400 Stimmen.
Präsident Anote Tong wurde mit etwas über 64 % der Wählerstimmen aus 23 Wahlbezirken wiedergewählt und trat damit seine zweite Amtsperiode an.
Am 23. Oktober 2007 ernannte Tong sein zweites Kabinett aus elf Mitgliedern, die am gleichen Tag vereidigt wurden.

## Ergebnis
| Kandidaten              | Kandidaten            | Parteien                                        | Stimmen | %    |
| ----------------------- | --------------------- | ----------------------------------------------- | ------- | ---- |
|                         | Anote Tong            | Boutokaan Te Koaua (BTK) / The Pillars of Truth | 15.676  | 64,3 |
|                         | Nabuti Mwemwenikarawa | Unabhängig                                      | 8.151   | 33,4 |
|                         | Patrick Tatireta      | Unabhängig                                      | 356     | 1,5  |
|                         | Timon Aneri           | Unabhängig                                      | 198     | 0,8  |
| Gesamt                  | Gesamt                | Gesamt                                          | 24.381  | 100  |
|                         |                       |                                                 |         |      |
| Quelle: Radio Australia |                       |                                                 |         |      |